# دون تشيري
دون تشيري (بالإنجليزية: Don Cherry)‏ هو بواق وملحن أمريكي، ولد في 18 نوفمبر 1936 في أوكلاهوما سيتي في الولايات المتحدة، وتوفي في 19 أكتوبر 1995 في مالقة في إسبانيا بسبب التهاب كبدي وسرطان الكبد.

## وصلات خارجية
- دون تشيري على موقع IMDb (الإنجليزية)
- دون تشيري على موقع الموسوعة البريطانية (الإنجليزية)
- دون تشيري على موقع ألو سيني (الفرنسية)
- دون تشيري على موقع ميوزك برينز (الإنجليزية)
- دون تشيري على موقع أول موفي (الإنجليزية)
- دون تشيري على موقع قاعدة بيانات الأفلام السويدية (السويدية)
- دون تشيري على موقع إن إن دي بي (الإنجليزية)
- دون تشيري على موقع أول ميوزيك (الإنجليزية)
- دون تشيري على موقع ديسكوغز (الإنجليزية)
- دون تشيري على موقع كينوبويسك (الروسية)